# Arena (musikalbum)
Arena är ett livealbum med Duran Duran, ursprungligen utgivet 1984. Den innehåller även den studioinspelade låten The Wild Boys som var en stor singelhit detta år. År 2004 återutgavs albumet med två bonusspår: "Girls on Film" och "Rio".
Det gjordes också en konsertfilm, Arena (An Absurd Notion), och en dokumentärfilm, The Making of Arena, som tillsammans gavs ut på DVD 2004.

## Låtlista
1. "Is There Something I Should Know?" - 4:34
2. "Hungry Like the Wolf" - 4:01
3. "New Religion" - 5:37
4. "Save a Prayer" - 6:12
5. "The Wild Boys" - 4:17
6. "The Seventh Stranger" - 5:05
7. "The Chauffeur" - 5:25
8. "Union of the Snake" - 4:08
9. "Planet Earth" - 4:31
10. "Careless Memories" - 4:07
Bonusspår 2004
11. "Girls on Film"
12. "Rio"